# Дичківська сільська рада (Тернопільський район)
Ди́чківська сільська́ ра́да — адміністративно-територіальна одиниця та орган місцевого самоврядування в Тернопільському районі Тернопільської області. Адміністративний центр — село Дичків.

## Загальні відомості
Дичківська сільська рада утворена в 1987 році.
- Територія ради: 27,2 км²
- Населення ради: 1 152 особи (станом на 2001 рік)
- Територією ради протікає річка Гнізна

## Населені пункти
Сільській раді були підпорядковані населені пункти:
- с. Дичків

## Населення
Згідно з переписом УРСР 1989 року чисельність наявного населення сільської ради становила 1221 особа, з яких 554 чоловіки та 667 жінок.
За переписом населення України 2001 року в сільській раді мешкало 1147 осіб.

### Мова
Розподіл населення за рідною мовою за даними перепису 2001 року:
| Мова       | Відсоток |
| ---------- | -------- |
| українська | 99,74 %  |
| російська  | 0,17 %   |
| білоруська | 0,09 %   |

## Об'єкти природно-заповідного фонду
У віданні сільської ради перебуває ландшафтний заказник Головачеве.

## Склад ради
Рада складалася з 20 депутатів та голови.
- Голова ради: Гринишин Петро Орестович

### Керівний склад попередніх скликань
| Прізвище, ім'я, по батькові | Основні відомості                                                   | Дата обрання | Дата звільнення |
| --------------------------- | ------------------------------------------------------------------- | ------------ | --------------- |
| Брудко Павло Степанович     | Сільський голова, 1955 року народження, член Народного Руху України | 26.03.2006   | 31.10.2010      |
| Гринишин Петро Орестович    | Сільський голова, 1965 року народження, освіта вища, безпартійний   | 31.10.2010   |                 |

Примітка: таблиця складена за даними сайту Верховної Ради України

### Депутати
За результатами місцевих виборів 2010 року депутатами ради стали:

#### За суб'єктами висування
| Суб'єкт висування                                       | Кількість обраних депутатів | %  |
| ------------------------------------------------------- | --------------------------- | -- |
| Політична партія Всеукраїнське об'єднання «Батьківщина» | 9                           | 45 |
| Самовисування                                           | 7                           | 35 |
| Українська Народна Партія                               | 3                           | 15 |
| Політична партія Народний Рух України                   | 1                           | 5  |

#### За округами
| № округу                                                | Прізвище, ім'я, по батькові         | Дата визнання обраним | Освіта             | Партійна приналежність                        | Відомості про обраного депутата                     |
| ------------------------------------------------------- | ----------------------------------- | --------------------- | ------------------ | --------------------------------------------- | --------------------------------------------------- |
| Політична партія Всеукраїнське об'єднання «Батьківщина» |                                     |                       |                    |                                               |                                                     |
| 1                                                       | Махінка Ольга Іванівна              | 31.10.2010            | вища               | член Всеукраїнського об'єднання «Батьківщина» | загальноосвітня школа с. Дичків, вчитель            |
| 2                                                       | Зубик Оксана Степанівна             | 31.10.2010            | вища               | член Всеукраїнського об'єднання «Батьківщина» | загальноосвітня школа с. Дичків, вчитель            |
| 5                                                       | Пятківський Ярослав Олегович        | 31.10.2010            | середня            | член Всеукраїнського об'єднання «Батьківщина» | Тернопільське профучилище, студент                  |
| 6                                                       | Обуд Віталій Михайлович             | 31.10.2010            | середня спеціальна | член Всеукраїнського об'єднання «Батьківщина» | Тернопільський комерційний коледж, студент          |
| 8                                                       | Балабан Володимир Степанович        | 31.10.2010            | середня спеціальна | член Всеукраїнського об'єднання «Батьківщина» | ПП «Агрон», тракторист                              |
| 9                                                       | Баньковська Наталія Петрівна        | 31.10.2010            | вища               | член Всеукраїнського об'єднання «Батьківщина» | Дичківська сільська рада, головний бухгалтер        |
| 10                                                      | Каспришин Роман Михайлович          | 31.10.2010            | середня спеціальна | член Всеукраїнського об'єднання «Батьківщина» | Тернопільміськгаз, робочий                          |
| 11                                                      | Козій Богдан Євгенович              | 31.10.2010            | середня спеціальна | член Всеукраїнського об'єднання «Батьківщина» | загальноосвітня школа с. Дичків, оператор котельні  |
| 14                                                      | Голоутінов Сергій Степанович        | 31.10.2010            | середня            | член Всеукраїнського об'єднання «Батьківщина» | Тернопільське професійне училище, студент           |
| Політична партія Народний Рух України                   |                                     |                       |                    |                                               |                                                     |
| 15                                                      | Васусь Володимир Романович          | 31.10.2010            | середня спеціальна | член Народного Руху України                   | КІУПР, студент                                      |
| Українська Народна Партія                               |                                     |                       |                    |                                               |                                                     |
| 4                                                       | Дідух Василь Мирославович           | 31.10.2010            | середня спеціальна | член Української Народної Партії              | приватний підприємець                               |
| 17                                                      | Хлистун Руслан Богданович           | 31.10.2010            | вища               | член Української Народної Партії              | тимчасово не працює                                 |
| 18                                                      | Попко Андрій Анатолійович           | 31.10.2010            | середня спеціальна | член Української Народної Партії              | приватний підприємець                               |
| Самовисування                                           |                                     |                       |                    |                                               |                                                     |
| 3                                                       | Стиран Володимир Михайлович         | 31.10.2010            | середня спеціальна | позапартійний                                 | Тернопільміськгаз, робітник                         |
| 7                                                       | Корчевський Володимир Володимирович | 31.10.2010            | середня спеціальна | позапартійний                                 | тимчасово не працює                                 |
| 12                                                      | Зафігурний Андрій Васильович        | 31.10.2010            | середня спеціальна | позапартійний                                 | фельдшерсько-акушерський пункт с. Дичків, завідувач |
| 13                                                      | Козир Наталія Степанівна            | 31.10.2010            | середня спеціальна | позапартійна                                  | с. Красівка, Магазин, продавець                     |
| 16                                                      | Петрик Леся Василівна               | 31.10.2010            | вища               | позапартійна                                  | Дичківська сільська рада, секретар                  |
| 19                                                      | Швець Людмила Михайлівна            | 31.10.2010            | середня спеціальна | позапартійна                                  | Дичківська сільська рада, начальник ВОС             |
| 20                                                      | Політовська Оксана Федорівна        | 31.10.2010            | вища               | позапартійна                                  | Тернопільміськліфт, головний бухгалтер              |